# Flora Glacier
Flora Glacier är en glaciär i Antarktis. Den ligger i Västantarktis. Argentina, Chile och Storbritannien gör anspråk på området. Flora Glacier ligger 229 meter över havet.
Terrängen runt Flora Glacier är kuperad åt sydväst, men åt nordost är den platt. Havet är nära Flora Glacier åt nordost. Trakten är glest befolkad. Närmaste befolkade plats är Esperanza Base, 1,9 kilometer norr om Flora Glacier.